# Дамир Јоцић
Дамир Јоцић (Сврљиг, 21. јун 1973) српски је прозни писац и песник.

## Биографија
Рођен је у Сврљигу, у коме је завршио средњу школу (гимназијски, природно-математички смер), док је основну завршио у Гушевцу. Дипломирао је на Групи за српски језик и књижевност Филозофског факултета у Нишу. Био је члан уредништва студентског часописа „Срицање узлета’’ (Филозофски факултет у Нишу; 1993‒1995). Један је од тројице покретача књижевног часописа „Бдење’’ (часопис је покренут 2002. године), члан уредништва прве редакције овог часописа, у коме уређује прозу и рубрику „Наговештаји’’. Редакцију напушта 2006. године.
Живи у сврљишком крају.

## Књижевно дело
На основу приказа и критика о првом периоду Јоцићевог стваралаштва („Ветрови у причама”, „Лавиринт тишине”, „Тескоба”), може се закључити да су у његовим књигама присутни старање о стилу, медитативност, имагинативност и лиризам, разноврсност језичких облика и поступака, „вешто коришћење и владање приповедним техникама”, необичност, док се, када је реч о другом периоду (роман „Година” и, посебно, збирка песама „Опна”), између осталог, помињу ауторска самосвојност, „иновативност поетике”, „тежња ка преобликовању поетичких и значењских потенцијала српске књижевности”, као и значењско померање ка филозофији егзистенцијализма.
Књиге Дамира Јоцића улазиле су у изборе или добијале гласове за угледне књижевне награде („Бранко Миљковић”, „Биљана Јовановић”, „Меша Селимовић”, „Нинова награда”).
Када је периодика у питању, своје текстове објављује у часописима „Повеља”, „Кораци”, „Поља”, „Градина”, „Летопис Матице српске” и др.

## Књиге
Романи:
- „Ветрови у причама” (Рашка школа, Београд, 1997),
- „Тескоба : (портрет Страхиње Блаженог)”[4] (Филип Вишњић, Београд, 2004),
- „Година” (Партенон, Београд, 2013),
- „Дечак и друга прича” (Службени гласник, Београд, 2024).

Прозне збирке:
- „Лавиринт тишине” (Апостроф, Београд, 2001).

Песничке збирке:
- „Опна’’[5] (Повеља, Едиција „Поезија, данас”,  Краљево, 2019).
- „Дани” (Повеља, Едиција „Поезија, данас”,  Краљево, 2024).